# Roger Glover

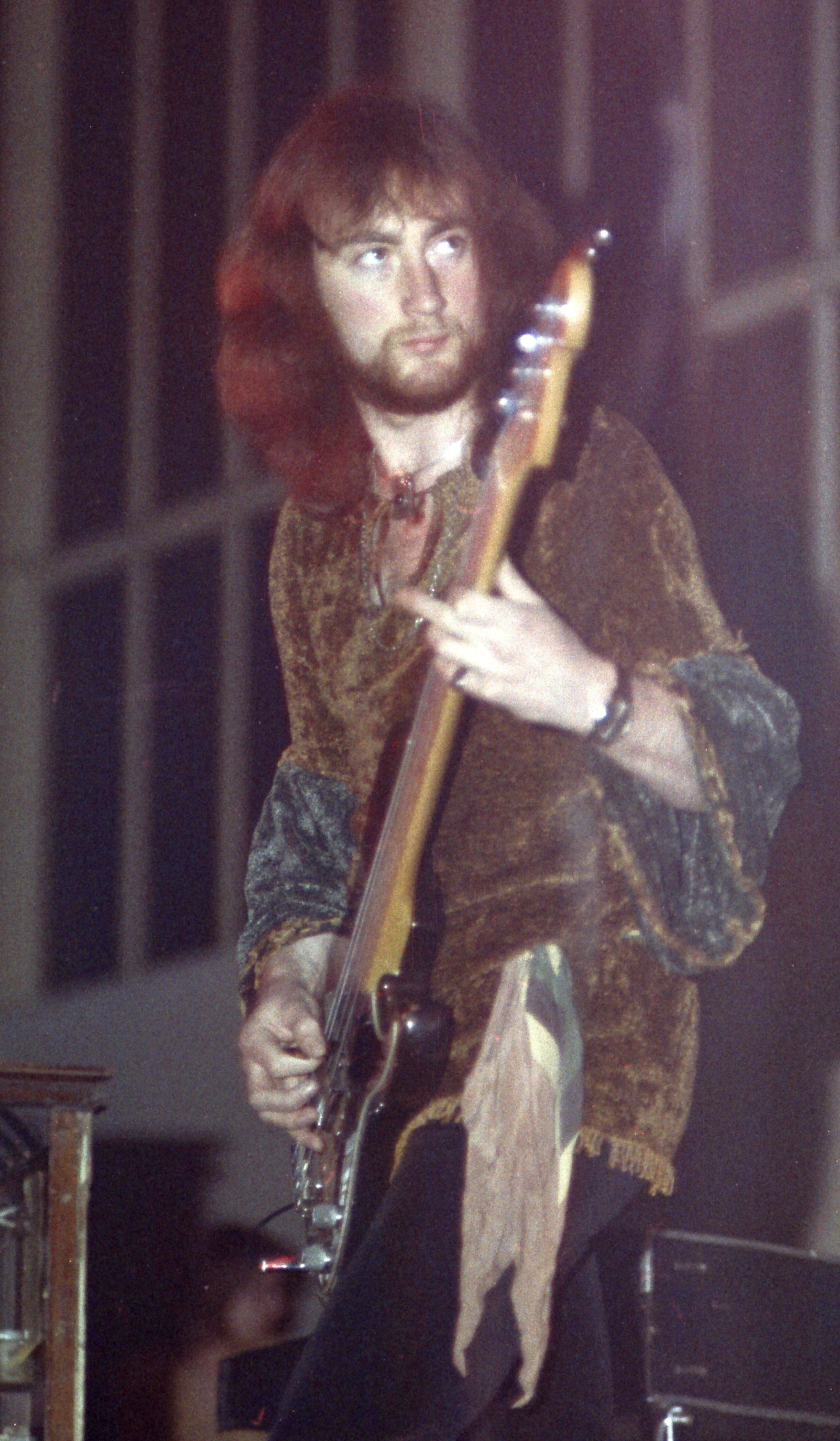

Roger David Glover (Brecon, Wales, 1945. november 30. –) walesi basszusgitáros, producer. 1969-től 1973-ig, majd 1984 óta a Deep Purple tagja. Megfordult Ritchie Blackmore zenekarában, a Rainbowban is.

## Lemezei

### Szóló
- 1974 The Butterfly Ball and the Grasshopper's Feast
- 1978 Elements
- 1984 Mask
- 2002 Snapshot

### Deep Purple
- 1970 Deep Purple in Rock
- 1971 Fireball
- 1972 Machine Head
- 1972 Made in Japan
- 1973 Who Do We Think We Are
- 1984 Perfect Strangers
- 1987 The House of Blue Light
- 1990 Slaves and Masters
- 1993 The Battle Rages On
- 1996 Purpendicular
- 1998 Abandon
- 2003 Bananas
- 2005 Rapture of the Deep
- 2013 Now What?!

### Rainbow
- 1979 Down To Earth
- 1981 Difficult to Cure
- 1982 Straight Between the Eyes
- 1983 Bent Out of Shape
- 1986 Finyl Vinyl

### Más zenészekkel
- Episode Six – The Complete Episode Six
- Episode Six – Live
- Dan McCafferty – Dan McCafferty
- Dan McCafferty – Mountain 1975
- Jon Lord – Gemini Suite
- Ian Gillan – Cherkazoo and Other Stories

### Gillan & Glover
- Accidentally on Purpose

### Producerként
- Rory Gallagher – Calling Card

## Külső hivatkozások

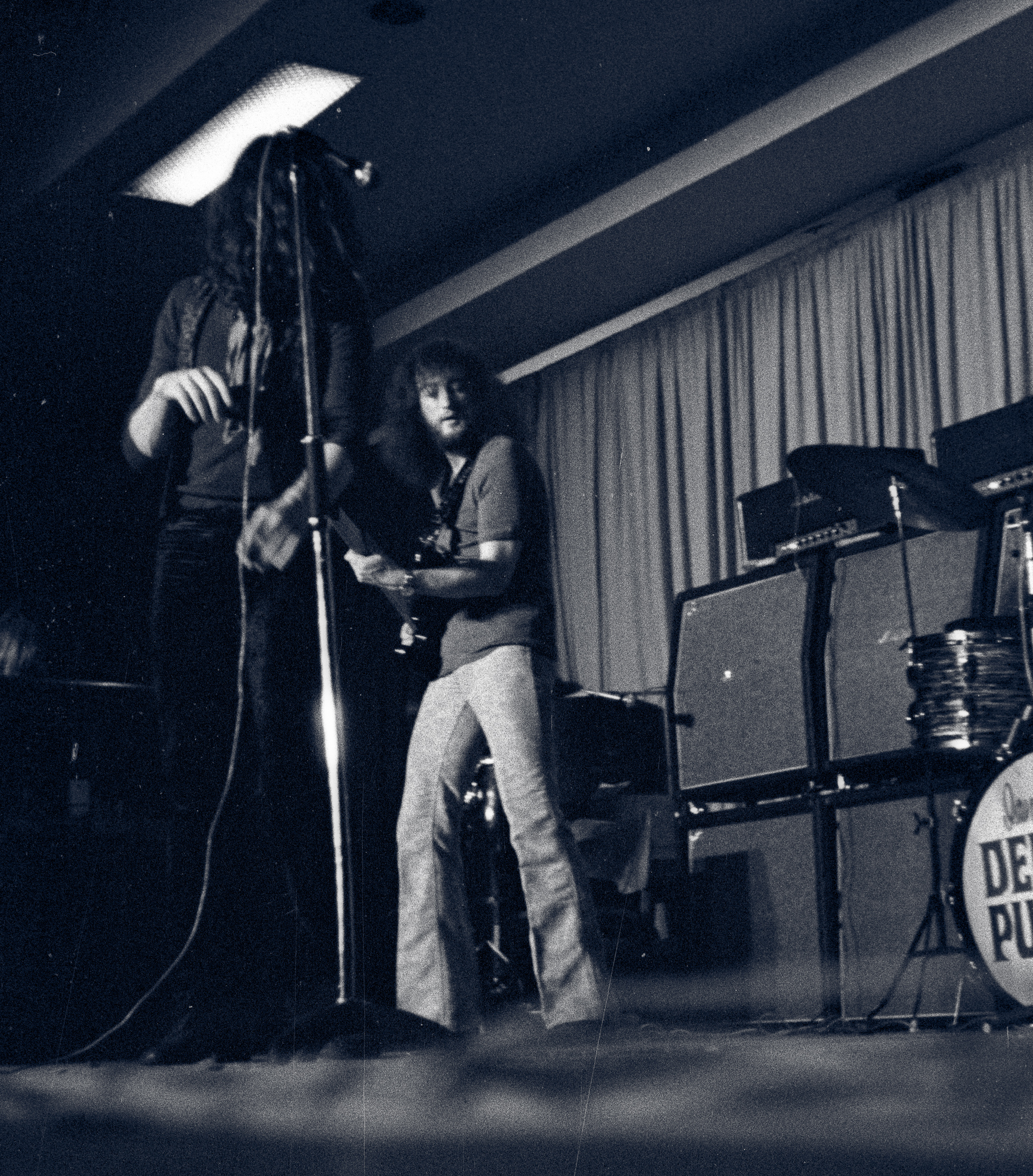

- Roger Glover hivatalos honlap